# Подрібнювач паперу

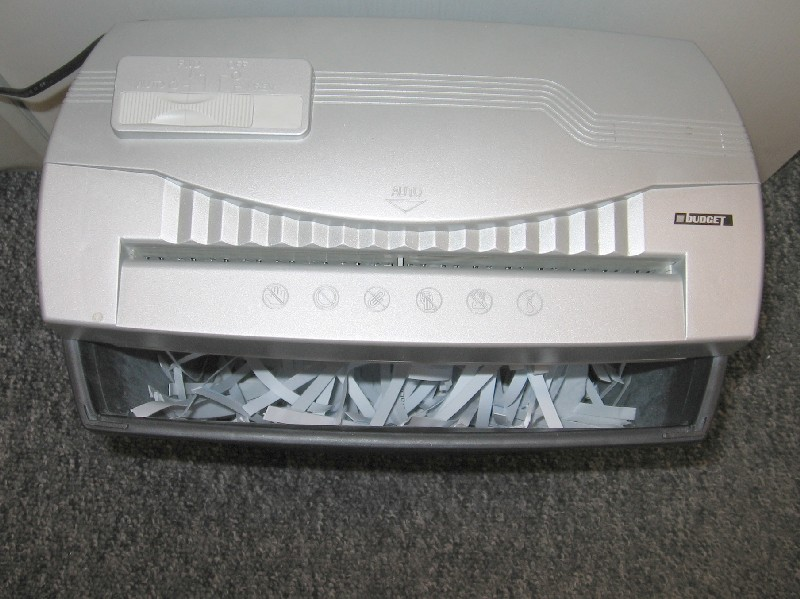
Звичайний офісний шредер.

Подрібнювач паперу або шредер (англ. paper shredder) — механічний пристрій, що використовується для нарізання паперу на дуже дрібні смужки або дрібні частинки. Урядові організації, підприємства і приватні особи використовують подрібнювачі для знищення особистих або конфіденційних надрукованих банківських виписок, угод, звітів, банківських карток та інших документів, які можуть бути використані з метою шахрайства, крадіжки особистих даних, розслідування або так чи інакше використані особами, для яких ця інформація не призначена.

## Історія
У 1909 році американський підприємець і винахідник Еббот Август Лоу (Abbot Augustus Low) подав заявку на патент на «контейнер для макулатури», який був першим пристроєм для подрібнення паперу, але так і не був виготовлений.
Пізніше, у 1935 році, німець Адольф Ехінгер, взявши за основу ручну локшинорізку, виготовив перший знищувач паперів, який він використав для знищення компроментуючих його антифашистських матеріалів. Під’єднавши до пристрою електричний мотор і зробивши його автоматичним, шредер Ехінгера був виготовлений на заводі EBA Maschinenfabrik та представлений на Лейпцигській виставці. З того часу, компанія EBA починає серійне виготовлення шредерів.

## Типи
У залежності від обсягу документів, які потрібно утилізувати та потужності подрібнювачі.

### Персональні подрібнювачі
Знищувачі паперів з невеликим обсягом знищення. Передбачається використання однією людиною безпосередньо на робочому місці або компанією з невеликим штатом співробітників. Персональний знищувач паперів займає мало місця: габарити такого шредера не більше урни для сміття. У нього низький рівень секретності, обсяги знищення до 10 аркушів за раз і простий набір функцій. Навантаження 50-300 листів на день.

### Офісні подрібнювачі
Застосовуються для колективного користування. Обсяг, швидкість і рівень безпеки підбираються в залежності від кількості користувачів та інтенсивності утилізації документації. Такі апарати часто ставлять у середніх і великих організаціях у копіювальних кімнатах. Рівень секретності у шредерів офісного типу найчастіше третій. Деякі моделі дозволяють подрібнювати не тільки друковану продукцію, а й пластикові картки, компакт-диски та інші необхідні до утилізації носії інформації.

### Промислові або архівні подрібнювачі
Використовуються для централізованого знищення документів у великих обсягах. Такий апарат має значні розміри і вимагає окремого місця в будівлі організації. Така незручність окуповується максимальною швидкістю утилізації документів, можливість знищувати відразу пачку з 30 аркушів, утилізація становить від 500 до 35 тисяч листів на день. Такі знищувачі мають рівень секретності 4 і вище.
Будучи спеціальним обладнанням для знищення носіїв інформації, шредер маркується за рівнем безпеки відповідно класифікації DIN (Deutsches Institut fur Normung; Німецький Інститут Стандартизації). У 2012 році інститутом був затверджений європейський стандарт безпеки для подрібнення або знищення носіїв даних – DIN 66399, замінивши попередні DIN 32757 і DIN EN 15713.
DIN 66399 класифікує рівні безпеки для шести категорій носіїв, які мають відповідні літерні позначення (P — папір, F — плівки, O — оптичні носії, T — магнітні носії, H — жорсткі диски, E — електронні носії даних).
Також, згідно класифікації DIN 66399, виокремлюють 7 рівнів безпеки для шредерів. Основний принцип — чим вище рівень DIN, тим менше повинні бути фрагменти носія інформації після його подрібнення.

## Відновлення інформації
У деяких випадках можливе відновлення знищених документів. Якщо шматочки паперу не перемішані, то залишки документа, зазвичай, перебувають у безпосередній близькості один від одного. Крім того, якщо документи подавалися в шредер так, що рядки тексту були паралельні до лез, на смужках може залишатися текст.
Знищений документ може бути відновлений вручну. Після іранської революції і захоплення посольства США в Тегерані в 1979 році, іранці найняли місцевих килимарниць, які відновили документи вручну. Вилучені документи були пізніше опубліковані іранським режимом в окремій серії книг. Згодом уряд США поліпшив свої методи знищення документів, додавши хімічне розкладання, розпорошення та інше.
Сучасні комп'ютерні технології значно прискорюють процес відновлення знищених документів. Смужки скануються з обох сторін, а потім комп'ютер визначає, яким чином смужки повинні бути з'єднані. Роберт Джонсон з Національної асоціації зі знищення інформації заявив, що на відновлення документів спостерігається величезний попит. Деякі компанії пропонують комерційні послуги відновлення документації. Вартість відновлення 1 аркуша паперу, що пройшов перехресну різку, в середньому становить $ 100 000. Для максимальної безпеки документи мають надходити до шредера перпендикулярно ножам. Багато з документів, які спричинили скандал для компанії «Енрон», невірно подавалися в шредер, спростивши процедуру їх відновлення. Зараз прикладаються зусилля з відновлення знищених архівів Міністерства державної безпеки НДР.
Мільйони шматочків знищених документів були упаковані в сміттєві мішки панікуючими посадовими особами Штазі під час останніх днів режиму восени 1989-го. Знадобилося три дюжини осіб і шість років, щоб реконструювати 300 документів з 16000 мішків, тому німецький уряд покладає надії на сучасні комп'ютерні методи відновлення.

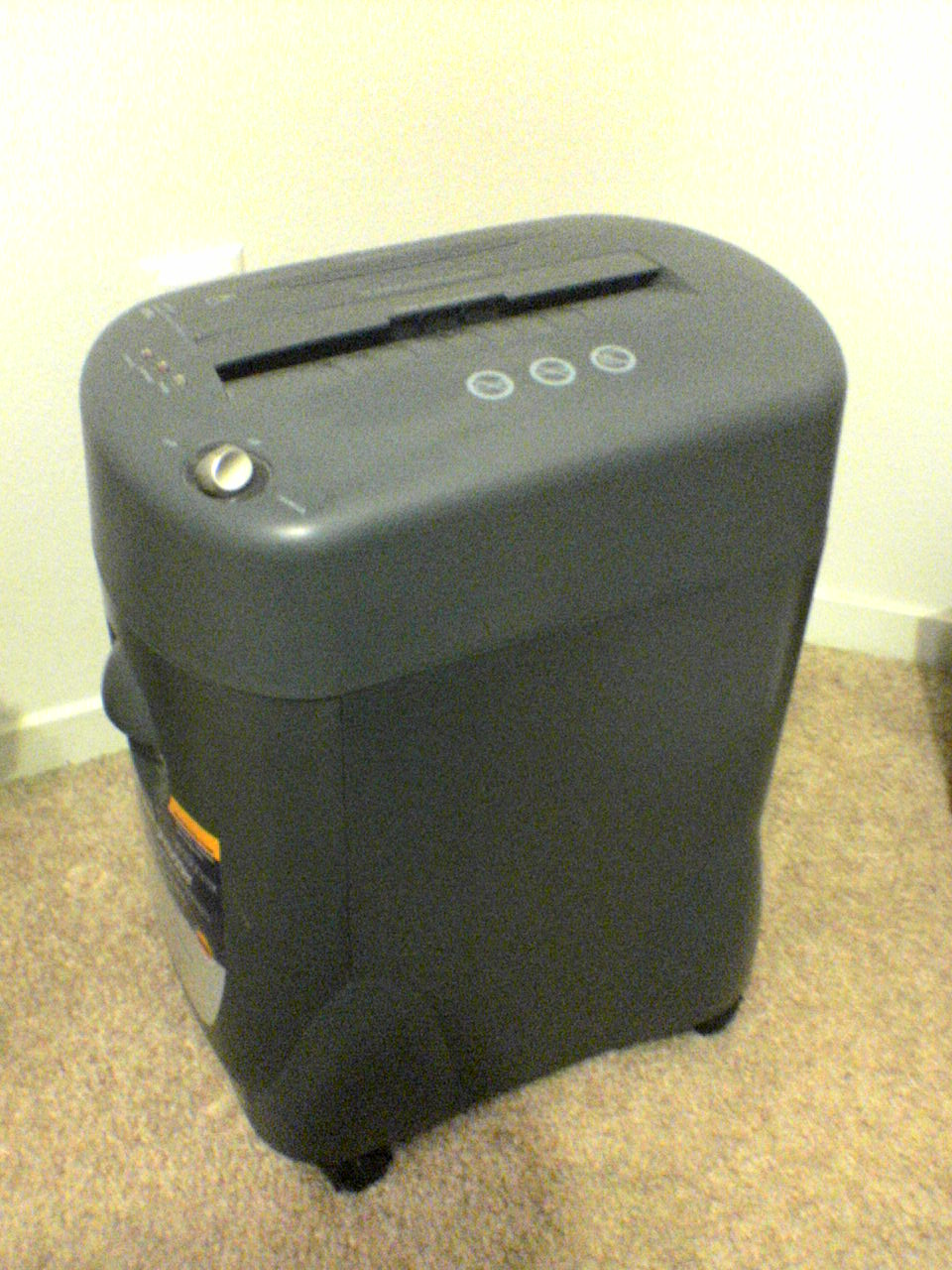
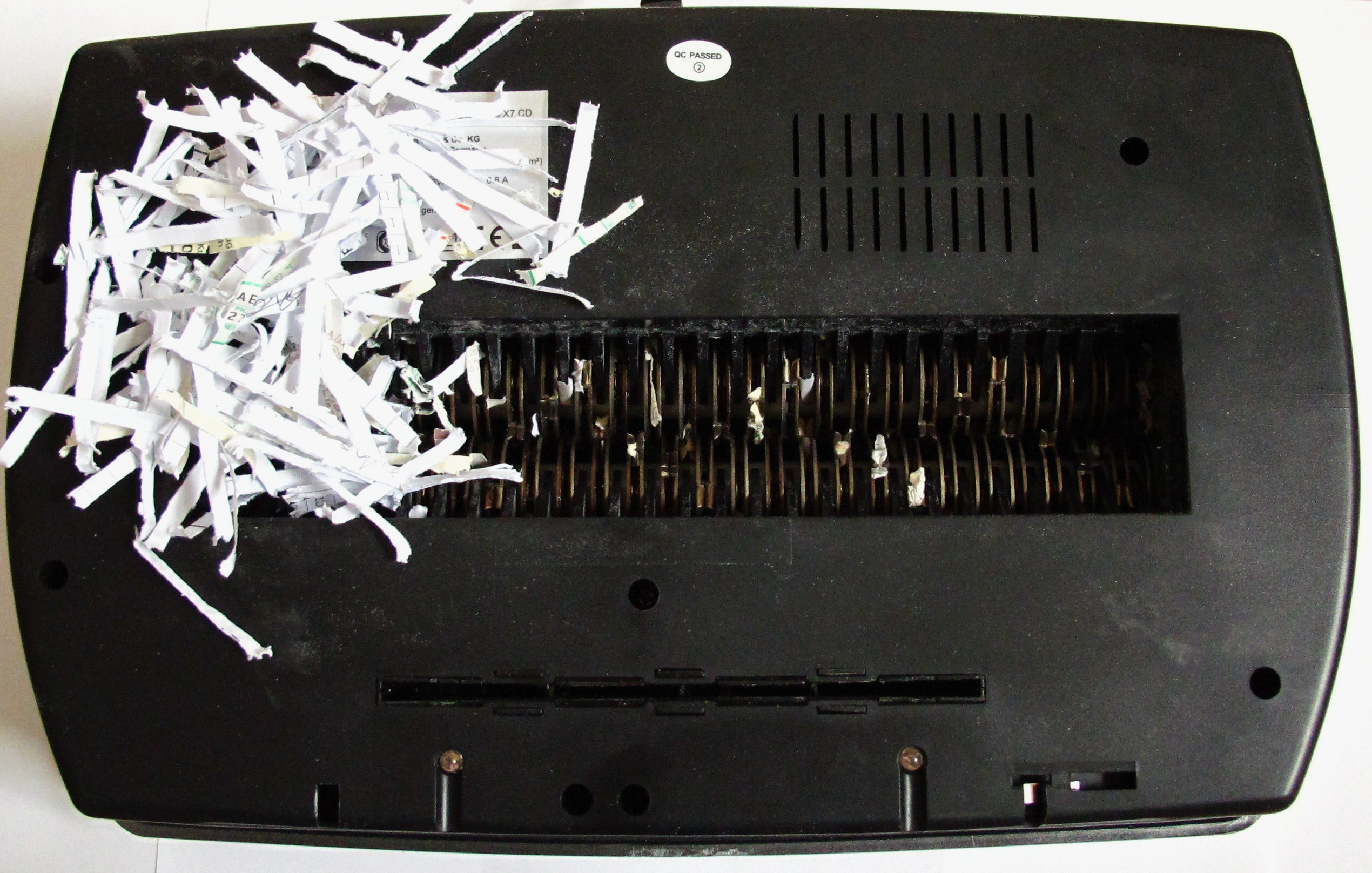
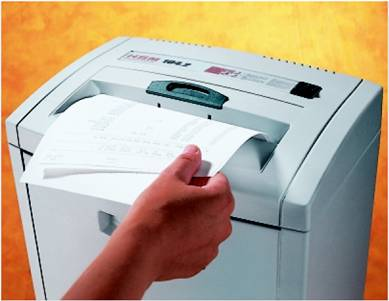